# Suffixaufnahme
La suffixaufnahme (tedesco per "assorbimento del suffisso") è un fenomeno linguistico in cui un sostantivo in caso genitivo prende anche un suffisso nominativo per concordarsi con il suo soggetto regolarmente in nominativo, e viceversa. 
È presente in antico georgiano e in qualche altra lingua caucasica, nonché in alcune lingue del Vicino Oriente antico e in numerose lingue australiane. Pressoché sempre coincide con una condizione di lingua agglutinante.

## Esempi
Nella frase "La lingua del cane è blu", la parola "lingua" avrà un suffisso di soggetto, laddove invece "cane" avrà sia un suffisso di soggetto che uno genitivale.
Analogamente, un sostantivo che "possiede" un altro sostantivo che a sua volta ne "possiede" un terzo, sarà marcato con un suffisso di soggetto e due suffissi genitivali, per indicare che esso possiede un sostantivo che già è nella condizione di possedere un terzo sostantivo. Per cui nella frase "La lingua del cane del dottore è blu", la parola "dottore" avrà un suffisso di soggetto e due suffissi genitivali.

## Lingue con suffixaufnahme

### Lingue vive
- tsakhur
- bats

### Lingue estinte
- jiwarli
- antico georgiano
- elamitico